# 鈴木将平
鈴木 将平（すずき しょうへい、1998年5月20日 - ）は、静岡県富士市出身のプロ野球選手（外野手）。左投左打。くふうハヤテベンチャーズ静岡所属。

## 経歴

### プロ入り前
今泉少年野球スポーツ少年団（軟式）にて野球を始める。中学時に静岡蒲原リトルシニア（硬式）に所属した。
静岡高等学校に進学し、1年春にレギュラーを獲得、甲子園大会には、1年夏、2年春、2年夏の3回出場し、甲子園通算5試合18打数6安打3打点4四死球の記録を残している。
最高学年となった2年秋、3年夏では県大会敗退となったものの、両大会で合わせて30打数16安打と好成績を挙げた。
侍ジャパンU-18代表に選出され、U-18アジア野球選手権大会に出場し、全6試合で「3番・中堅手」として先発出場、21打数8安打1本塁打4打点の記録を残しベストナイン表彰を受けている。
2016年9月16日にプロ志望届を提出し、同年のドラフト会議にて埼玉西武ライオンズから4位指名を受け、契約金4000万円・年俸600万円（金額は推定）で契約した。背番号は46。

### 西武時代
2017年は、一軍公式戦の出場機会は無かったが、二軍公式戦において101試合に出場し、32打点、15盗塁、打率.280の成績を残す。7月13日に草薙球場で行われたフレッシュオールスターゲーム2017において、イースタン選抜として出場する。11月25日から台湾で開催される2017アジアウインターベースボールリーグにおいて、NPBウエスタン選抜に選出される。
2018年、この年も一軍公式戦の出場機会は無かったが、二軍では規定打席に到達し、打率.224、33打点だった。また、26盗塁を決めイースタン・リーグの盗塁王を獲得した。
2019年は、自身初の開幕一軍入り、4月3日に代走で一軍初出場を果たす。7月には初安打や初打点なども記録したが、一軍定着とはならなかった。二軍で打率.305・13盗塁・21打点の成績を残した。
2020年は、新型コロナウイルスの影響で120試合制となる。6月の開幕を一軍で迎えると、木村文紀や金子侑司の不振により6月末から先発出場が増えていく。7月に金子が首痛で登録抹消されると「1番・中堅手」を任されるようになる。7月11日の千葉ロッテマリーンズ戦ではプロ初本塁打を記録した。しかし7月末から調子を落とすと徐々に先発出場が減っていき、8月27日の北海道日本ハムファイターズ戦ではレフトの守備でファウルフライをスライディングキャッチした際にフェンスに激突。大事を取って数試合ベンチを外れるも、9月5日の日本ハム戦で右足首を負傷し、9月6日に一軍登録を抹消される。それ以降の一軍昇格は無く、46試合の出場で打率.207、1本塁打、10打点という成績でシーズンを終えた。
2021年は、3年連続で開幕一軍入りを果たすも打率.143と結果を残せず、5月29日に登録抹消。二軍では打率.344と結果を残し、8月20日に一軍再昇格。しかし打撃で結果を残せず、また8月29日の日本ハム戦では悪送球もあり翌8月30日に再び登録抹消となった。
2022年は、オープン戦で打率.333の成績を残し4年連続の開幕一軍入りを果たすと、3月25日のオリックス・バファローズとの開幕戦で「1番・中堅手」として先発出場し6年目にして初めての開幕戦スタメンとなった。しかし5月1日までに打率.202と結果が残せず徐々に先発出場を減らしていくと、5月2日には一軍出場選手登録を抹消される。二軍降格後は早打ちの改善などに取り組み、イースタン・リーグで打率.282の成績を残すと一軍で新型コロナウイルスが蔓延していた状況もあり7月16日に一軍再登録を果たす。その日の北海道日本ハムファイターズ戦では「1番・中堅手」として出場し、第1打席で安打を放った。二軍で取り組んだ早打ちの改善や強く振りすぎないスイングが実を結び7月の月間打率は出場11試合で.410を記録した。8月2日に新型コロナウイルスに感染し特例2022で再び一軍選手登録を抹消され、二軍で復帰し再びアピールに成功すると8月24日の千葉ロッテマリーンズ戦から一軍復帰となった。その後はシーズン終了まで一軍に帯同し、クライマックスシリーズファーストステージ第1戦にも出場した。最終的に自己最多の58試合出場で打率.250、1本塁打、13打点でシーズンを終えた。
2023年も開幕一軍入りを果たす。4月2日に同年初先発出場し、決勝打となる適時三塁打を打ち、チームの勝利に貢献した。その後も安定した成績を残して一軍に帯同し、交流戦期間中には3番打者を務めた試合もあった。7月21日にインフルエンザ感染のため登録抹消。二軍で好成績を残したため8月1日に一軍復帰。しかし、抹消前のような安定感がなく8月11日に再度抹消。9月26日に再度登録されるが、前半戦のような安定感は失われたままシーズンを終えた。最終的にはキャリアハイとなる72試合に出場し、打率.240、15打点、10盗塁（盗塁成功率は100%）を記録。11月28日、800万円増となる推定年俸2300万円で契約を更改した。
2024年は、1月12日に静岡県内の病院で左肘関節鏡視下クリーニング術を行った。10月28日に戦力外通告を受けた。

### くふうハヤテ時代
2024年12月16日、ウエスタン・リーグ参加球団のくふうハヤテベンチャーズ静岡に入団することが発表された
2025年は、シーズン中の支配下復帰に向けて試合に出場し、一時は打率が3割を超え、二軍の前半戦終了時点でリーグ全体2位の打率.287を記録。しかし、擢んでた成績は残せず、支配下登録期限の7月末までに12球団からの支配下のオファーはなかった。

## 選手としての特徴・人物
優れたバットコントロールと50メートルを5秒8で走る俊足を持ち、自身のことを「典型的な1番打者タイプ」と話している。
ドラフト指名した西武ライオンズ編成部でも「高校生ながら3拍子揃った、レギュラーを狙える選手。将来の切り込み隊長として期待。」と評している。
静岡県富士市出身であり、趣味を富士山に関するグッズを収集することとしている。

## 詳細情報

### 年度別打撃成績
| 年 度     | 球 団     | 試 合 | 打 席 | 打 数 | 得 点 | 安 打 | 二 塁 打 | 三 塁 打 | 本 塁 打 | 塁 打 | 打 点 | 盗 塁 | 盗 塁 死 | 犠 打 | 犠 飛 | 四 球 | 敬 遠 | 死 球 | 三 振 | 併 殺 打 | 打 率 | 出 塁 率 | 長 打 率 | O P S |
| --------- | --------- | ----- | ----- | ----- | ----- | ----- | -------- | -------- | -------- | ----- | ----- | ----- | -------- | ----- | ----- | ----- | ----- | ----- | ----- | -------- | ----- | -------- | -------- | ----- |
| 2019      | 西武      | 16    | 28    | 26    | 4     | 4     | 0        | 0        | 0        | 4     | 1     | 1     | 1        | 1     | 0     | 1     | 0     | 0     | 6     | 1        | .154  | .185     | .154     | .339  |
| 2020      | 西武      | 46    | 157   | 140   | 7     | 29    | 4        | 2        | 1        | 40    | 10    | 0     | 2        | 4     | 2     | 10    | 0     | 1     | 24    | 2        | .207  | .261     | .286     | .547  |
| 2021      | 西武      | 27    | 42    | 38    | 6     | 6     | 1        | 0        | 0        | 7     | 0     | 0     | 0        | 2     | 0     | 2     | 0     | 0     | 8     | 0        | .158  | .200     | .184     | .384  |
| 2022      | 西武      | 58    | 227   | 212   | 14    | 53    | 10       | 1        | 1        | 68    | 13    | 1     | 4        | 5     | 1     | 9     | 0     | 0     | 24    | 2        | .250  | .279     | .321     | .600  |
| 2023      | 西武      | 72    | 267   | 242   | 19    | 58    | 8        | 2        | 0        | 70    | 15    | 10    | 0        | 8     | 1     | 15    | 0     | 1     | 34    | 3        | .240  | .286     | .289     | .575  |
| 2024      | 西武      | 33    | 76    | 68    | 2     | 13    | 3        | 0        | 0        | 16    | 4     | 1     | 2        | 3     | 1     | 3     | 0     | 1     | 10    | 1        | .191  | .233     | .235     | .468  |
| 通算：6年 | 通算：6年 | 252   | 797   | 726   | 52    | 163   | 26       | 5        | 2        | 205   | 43    | 13    | 9        | 23    | 5     | 40    | 0     | 3     | 106   | 9        | .225  | .266     | .282     | .549  |

- 2024年度シーズン終了時

### 年度別守備成績
| 年 度 | 球 団 | 外野  | 外野  | 外野  | 外野  | 外野  | 外野     |
| 年 度 | 球 団 | 試 合 | 刺 殺 | 補 殺 | 失 策 | 併 殺 | 守 備 率 |
| ----- | ----- | ----- | ----- | ----- | ----- | ----- | -------- |
| 2019  | 西武  | 12    | 12    | 0     | 0     | 0     | 1.000    |
| 2020  | 西武  | 46    | 85    | 0     | 2     | 0     | .977     |
| 2021  | 西武  | 12    | 12    | 0     | 1     | 0     | .923     |
| 2022  | 西武  | 57    | 118   | 1     | 3     | 0     | .975     |
| 2023  | 西武  | 65    | 113   | 2     | 1     | 0     | .991     |
| 2024  | 西武  | 19    | 27    | 0     | 1     | 0     | .964     |
| 通算  | 通算  | 211   | 367   | 3     | 8     | 0     | .979     |

- 2024年度シーズン終了時

### 記録
初記録
- 初出場：2019年4月3日、対千葉ロッテマリーンズ2回戦（メットライフドーム）、7回裏に栗山巧の代走で出場
- 初先発出場：2019年7月5日、対千葉ロッテマリーンズ12回戦（ZOZOマリンスタジアム）、「9番・左翼手」で先発出場
- 初打席：同上、3回表に二木康太から遊撃ゴロ
- 初打点：2019年7月6日、対千葉ロッテマリーンズ13回戦（ZOZOマリンスタジアム）、4回表に涌井秀章から二塁ゴロの間に記録
- 初安打：同上、9回表に東妻勇輔から遊撃内野安打
- 初盗塁：2019年7月8日、対福岡ソフトバンクホークス12回戦（東京ドーム）、3回表に二盗（投手：アリエル・ミランダ、捕手：甲斐拓也）
- 初本塁打：2020年7月11日、対千葉ロッテマリーンズ4回戦（ZOZOマリンスタジアム）、3回表に種市篤暉から右越ソロ

### 背番号
- 46（2017年 - 2024年）
- 51（2025年 - ）

### 登場曲
- 「ボクノート」スキマスイッチ（2019年）
- 「雨のち虹色」ザ・ルーズドッグス feat.大黒摩季（2020年 - ）（2023年からは奇数打席）
- 「Anything Goes!」大黒摩季 (2023年偶数打席)

### 代表歴
- 第11回 BFA U-18アジア選手権大会：U-18野球日本代表